# 불가리아 공산노동자당
불가리아 공산노동자당(영어: Communist Workers' Party of Bulgaria)은 불가리아 왕국의 평의회주의 정당이었다. 1921년 9월 독일공산노동자당을 모델로 창당되었다.  1922년 1월 7일에서 1월 10일까지 불가리아 섬유공업 중심지 슬리벤에서 개최된 대표자회에서 창당되었다. 중앙당사는 바르나에 있었다. 당원은 1000여명이었고 기관지 『노동자의 불꽃』(Rabotchnik Iskra)을 발행했다. 공산노동자 인터내셔널 가맹정당이었다.
독일공산노동자당이 그렇듯 불가리아 공산노동자당도 분열했는데, 소피아파는 독일의 에센파와, 바르나파는 독일의 베를린파와 가까웠다. 1925년 4월 탄압으로 해산되었다.

## 같이 보기
- 평의회공산주의
- 좌파공산주의
- 네덜란드 공산노동자당